# Highland Park

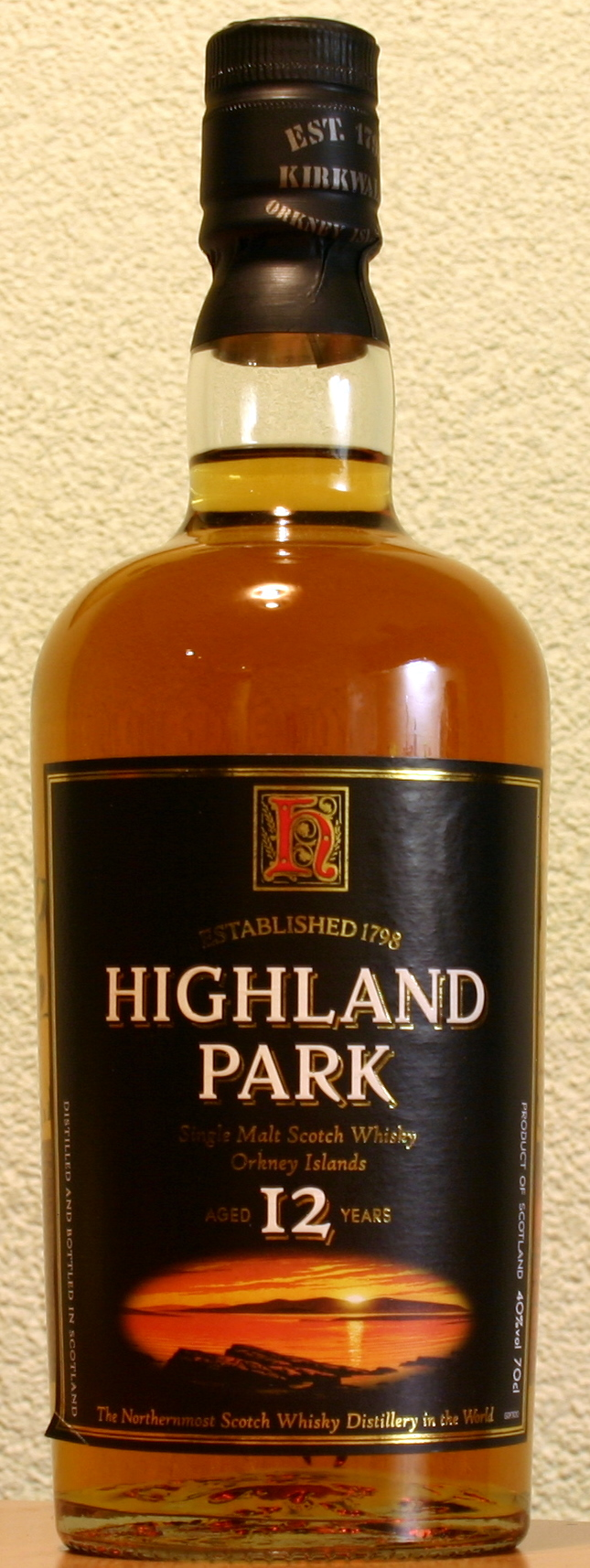
12letá Highland Park Single Malt

Highland Park je skotská palírna společnosti Highland Distilleries plc nacházející se ve městě Kirkwall na ostrově Mainland na Orknejích, jež vyrábí skotskou sladovou malt whisky. Jedná se o nejseverněji umístěnou palírnu malt whisky.
Palírna byla založena v roce 1798 a produkuje čistou sladovou malt whisky. Highland Park vyrábí 12letou whisky s obsahem alkoholu 40 %. Snahou palírny je dodržovat tradiční zvyklosti a proto po dobu své existence těží rašelinu stále ze stejného rašeliniště Hobbister Moor, která dodává whisky specifický nasládlý kouřový charakter.